# 中日双方交换新闻记者的会谈纪要
《中日双方交换新闻记者的会谈纪要》（日语：日中双方の新聞記者交換に関するメモ），又称“中日记者交换协定”（日语：日中記者交換協定）或“中日记者事宜”（日语：記者交換取極），是中日邦交正常化之前中华人民共和国和日本国关于互相派驻记者事宜的协议。

## 背景
由于美国对日本压力，中华人民共和国成立后，日本并未与其建交，并且因为未签订二战和平条约，中日在1972年前属于法律上的敌对状态。然而中日双方在冷战期间民间交往频繁，并于20世纪50年代先后4次签订民间贸易协定。1962年，中日双方签订《中日长期综合贸易备忘录》，并开始了以“廖承志办事处”和“高碕办事处”的名义进行的“LT贸易”。
时任中国总理周恩来在1959、1960和1964年同访华的时任日本自民党顾问松村谦三多次会谈，最终决定由促成“LT贸易”的廖承志办事处和高碕办事处（高碕達之助于1964年2月逝世，故由松村担任日方主要谈判代表）就两国互派记者进行谈判。

## 纪要内容
1964年4月14日至18日，廖承志办事处和高碕办事处就中日双方交换新闻记者问题进行了会谈。中国方面参加会谈的有孙平化和王晓云，日本方面参加会谈的有竹山祐太郎、冈崎嘉平太、古井喜实和大久保任晴。双方达成了如下协议：

一、根据廖承志先生和松村谦三先生会谈的结果，中日双方决定交换新闻记者。

二、有关交换新闻记者的具体事务（注一）由廖承志办事处和高碕办事处归口联系和处理。

三、交换新闻记者的人数各为八名以内，原则上一个报社（或通讯社、广播电台、电视台）派遣一名记者（注二）。

四、第一批新闻记者的派遣，于一九六四年六月份内实现。

五、双方同时交换新闻记者。

六、双方新闻记者在对方国家一次停留时间为一年以内。

七、双方应保护对方新闻记者的安全。

八、双方应对对方新闻记者的采访活动提供方便。

九、双方记者必须遵守驻在国管理外国新闻记者的规定，并享受驻在国对外国记者所给予的同等待遇。

十、双方保证对方新闻记者的通讯自由。

十一、双方在执行本协议的过程中遇到问题时，由廖承志办事处和高碕办事处协商解决。

十二、本会谈纪要以中文和日文写就，两种文字同等有效。廖承志办事处和高碕办事处各自保存本会谈纪要中、日文本各一份。
注一：包括入境手续。
注二：必要时双方得根据各自情况可在八人名额内作适当调整。

1964年9月，中日双方互相派出了第一批常驻记者：
| 中方记者 | 日方记者 |
| --- | --- |
| - 丁拓（新华社） - 李红（《人民日报》） - 刘宗孟（《大公报》） - 田家农（《北京日报》） - 刘德有（《光明日报》） - 刘延洲（《文汇报》） - 李国仁（中国新闻社） | - 山田礼三（共同社） - 松野谷夫（《朝日新闻》） - 西村忠郎（《读卖新闻》） - 新井宝雄（《每日新闻》） - 鲛岛敬治（《日本经济新闻》） - 菅荣一（《产经新闻》） - 宫田弘司（《西日本新闻》） - 小林一夫（NHK） - 大越幸夫（东京放送） |

双方记者首先在香港会面，并在一家餐馆采取AA制的方式聚餐。之后他们在香港转机，同时抵达对方国家的首都——北京和东京。中日两国在国家关系尚未正常化的情况下，首先实现了互派常驻记者。

### 1968年修订
1968年3月6日，中国中日备忘录贸易办事处代表刘希文、王晓云、孙平化和日本日中备忘录贸易办事处代表古井喜实、冈崎嘉平太、田川诚一就修改1964年《中日记者交换协定》达成如下协议：

一、双方一致确认，根据交换记者纪要进行的互换新闻记者，应遵守一九六八年三月六日双方发表的会谈公报的原则，以利于增进中日两国人民的相互了解和友好关系。

二、双方一致同意，将交换记者纪要第三项所规定的交换新闻记者名额，由各为八名以内改成各为五名以内。

三、本协议事项做为交换记者纪要的补充和修改条款，并具有同等效力。

四、本协议事项以中文和日文写成，两种文字同等有效。中国中日备忘录贸易办事处和日本日中备忘录贸易办事处各自保存本协议事项中、日文本各一份。

## 废止
随着1972年中日邦交正常化，中日两国政府签订了新的有关互派记者的协议，原先以民间机构名义签订的《中日双方交换新闻记者的会谈纪要》相应废止。